# Guo Wenjing
Guo Wenjing (chinesisch 郭文景, Pinyin Guō Wénjǐng; * 1. Februar 1956 in Chongqing, Volksrepublik China) ist ein chinesischer Komponist.

## Leben
Guo erlernte autodidaktisch das Violinspiel und studierte in der Zeit der Kulturrevolution die traditionelle Musik seiner Heimatregion Sichuan und schamanische Rituale. Von 1970 bis 1977 spielte er Geige und Schlagzeug in der Musik- und Tanzgruppe seiner Heimatstadt. 1978 gehörte er zu den einhundert von 17.000 Bewerbern, die am neu eröffneten Pekinger Zentralkonservatorium aufgenommen wurde. Im Gegensatz zu Kommilitonen wie Tan Dun, Chen Yi und Zhou Long verließ er, abgesehen von einem kurzen Studienaufenthalt in New York, nie China. Seit Anfang der 1980er Jahre wurde er auch international als Komponist bekannt. 1990 wurde er Professor am Pekinger Zentralkonservatorium, 1998 erhielt er die Leitung von dessen Abteilung für Komposition.

## Werk
International bekannt geworden sind seine Kammeropern: Wolf Cub Village nach dem Tagebuch eines Verrückten von Lu Xun feierte 1994 Premiere beim Holland Festival, die Suite aus der Oper erlebte 2009 bei der 2nd Shanghai New Music Week ihre Premiere. Night Banquet, inspiriert von dem Gemälde Night Revels of Han Xizai, wurde erstmals 1998 am Almeida Theatre London produziert, eine zweite Version war dann in Paris, Berlin, New York und Perth zu sehen. Fengyiting wiederum, entstanden 2004 und beeinflusst von der Peking-Oper sowie der Sichuan-Oper, kam am Concertgebouw Amsterdam zur Uraufführung. Seine Oper Luòtuo Xiángzi wurde 2014 in Peking uraufgeführt. Daneben komponierte Guo Orchesterwerke, darunter ein Konzert für Erhu, ein Konzert für Sheng, Journeys für Sopran und Orchester (2004, nach Gedichten von Xi Chuan) und Shexi für Violine und Ensemble (2013). Zu seinen erfolgreichsten kammermusikalischen Werken zählen Drama (1995) und dessen Fortsetzung Parade (2004), beide für drei Perkussionisten, die auch sprechen und singen. Außerdem komponierte er Musiken zu mehr als vierzig Filmen und Fernsehshows, darunter Riding Alone for Thousands of Miles von Zhang Yimou, In the Heat of the Sun von Jiang Wen, Red Powder von Li Shaohong, King of Chess von Teng Wenji sowie die Characters zur Eröffnungszeremonie der Olympischen Sommerspiele 2008 in Peking.

## Kompositionen (Auswahl)
Die folgende Übersicht zu seinen vielen Genres angehörenden Werken erhebt keinen Anspruch auf Aktualität oder Vollständigkeit:
Opernwerke
- Luotuo xiangzi[5]《骆驼祥子》- 2014 (Oper)
- Shiren Li Bai[6]《诗人李白》- 2007 (Oper)
- Kougong《口供》Op. 43 - 2005 (Experimentelles Versdrama)
- Hua Mulan《花木兰》- 2004 (Neukonzept-Pekingoper)
- Fengyi ting《凤仪亭》Op. 41 - 2004 (einaktige Oper)
- Mu Guiying《穆桂英》- 2003 (Neukonzept-Pekingoper)
- Yeyan[7]《夜宴》(Langfassung) Op. 35 - 2001 (Oper)
- Yeyan《夜宴》Op. 30 - 1998 (Oper)
- Kuangren riji[8]《狂人日记》Op. 21 - 1994 (Oper)

Sinfonische Werke
- Taohua an[9] 桃花庵
- Yuanyou[10]《远游》Op. 42 - 2004  (Symphonische Vokal-Suite)
- Heroische Sinfonie in h-Moll《b小调英雄交响曲》Op. 39 - 2002 (Sinfonie)
- Yufeng wanli[11]《御风万里》Op. 27 - 1997 (Symphonische Ouvertüre)
- Kuangren riji《狂人日记》- 1997 (Suite aus der Oper)
- Shudao nan[12]《蜀道难》Op. 15 - 1987 (Symphonischer Chor)
- Jingfan《经幡》Op. 14 - 1986 (Symphonische Dichtung)
- Chuanya xuanzang[13]《川崖悬葬》Op. 11 - 1983 (Symphonische Dichtung)

Kammermusikwerke
- Hanshan 寒山[14] (Sextett)
- Xuan[15]《炫》 Op. 40. - 2003 (für drei Schlagzeuger)
- 3. Streichquartett Op. 36. - 1999
- Xizang de shengyin[16]《西藏的声音》Op. 32. - 2001 (Streichquartett)
- Li gou di《离垢地》Op. 33. - 2000 (Cello-Oktett)
- 2. Streichquartett  Op. 28. - 1997-1999
- Beige《悲歌》Op. 25. - 1996 (Kammermusik)
- Jiaguwen《甲骨文》Op. 24. - 1996 (Kammermusik)
- Xi[17]《戏》Op. 23. - 1996 (Zimbeltrio)
- Chunwan《春晚》Op. 22. - 1995 (Sextett für chinesisches Ensemble)
- Shehuo[18]《社火》Op. 17. - 1991 (Kammermusikensemble)
- 1. Streichquartett  Chuan Jiang xushi 川江叙事 - 1981 (Streichquartett)

weitere Werke
- 1. Klavierkonzert[19]
- Suona-Konzert[20]
- Shexi《社戏》(Uraufführung 2013) - Konzert für Violine und chinesisches Orchester
- Konzert für Zheng (Uraufführung 2011)
- Konzert für Erhu[21] (Uraufführung 2007)
- Xiqu liangzhe《戏曲两折》- 2006 (für Bratsche solo)
- Chanyuan《禅院》Op. 38. - 2002 (Ensemble für Weltmusik)
- Riyue shan《日月山》Op. 37. - 2002 (Großes Volksmusik-Ensemble)
- Harfenkonzert  Op. 36. - 2001
- Tiandi de huisheng《天地的回声》Op. 31. - 1998 (A-cappella-Chor)
- Guci《古瓷》Op. 29. - 1997 (für Gitarre solo)
- Cellokonzert Op. 26. - 1997
- Shanhaijing《山海经》Op. 20. - 1994 (Perkussionssuite)
- Dianxi tufeng《滇西土风》Op. 19. - 1993 (Große Volksmusik-Suite)
- Choukongshan《愁空山》(Fassung für Instrumente der chinesischen Volksmusik) Op. 18a. - 1992[22] (Konzert für Dizi[23])
- 2. Konzert für Dizi[24] (Yehuo 野火)
- Choukongshan (Fassung für westliche Instrumente)《愁空山》（洋乐版）Op. 18b. - 1995 (Bambusflötenkonzert)
- Violinkonzert  Op. 13. - 1986-1987
- Ba《巴》Op. 8. - 1982 (Rhapsodie für Cello und Klavier)
- Xia《峡》Op. 1. - 1979 (Präludium für Klavier)[25]

Filmmusiken
Filmmusiken zu Filmen unter der Regie von Zhang Yimou (2005), Eline Flipse (1995), Li Shaohong (1995), Jiang Wen u. a.
Bücher
- Yufeng wanli 御风万里 (Zehntausend Meilen im Wind). Renmin yinyue chubanshe  人民音乐出版社 (People's Music Publishing House) 2009